# Ippolit Giljarovskij
Ippolit Ivanovič Giljarovskij, (in russo:  Ипполи́т Ива́нович Гиляро́вский ) (Reval, 18 agosto 1865 – Tendra, 27 giugno 1905), è stato un militare russo, particolarmente distintosi come ufficiale nel corso della guerra russo-giapponese, e tra i protagonisti dell'ammutinamento della nave da battaglia Potëmkin avvenuto nel 1905.

## Biografia
Nacque a Reval (nel governatorato dell'Estonia), il 18 agosto 1865, figlio di un prete ortodosso. Si arruolò  come cadetto nella Marina imperiale nel 1883. Fu promosso guardiamarina il 29 settembre 1886, e il 5 aprile 1892  tenente di vascello. Dal 1899 fu ufficiale di artiglieria di 1ª categoria, prestando poi servizio presso il Quartier generale del Comandante di un distaccamento separato di navi della Flotta del Baltico. Prestò servizio sugli incrociatori Pamjat' Azova, Rossija,  e sulla fregata Vladimir Monomach.  Dal 14 aprile 1902 divenne capitano-tenente, e dal 1º settembre 1903 al 1904 prestò servizio come primo ufficiale sull'incrociatore corazzato Gromoboï. Il 28 marzo 1904 gli fu conferito il grado di capitano di 2ª classe. Rigoroso mantenitore della disciplina, brutalizzava regolarmente i marinai sotto il suo comando, colpendone uno in faccia per non aver saputo il suo nome. Il 18 ottobre 1904 fu trasferito alla posizione di secondo in comando sulla  nave da battaglia Potëmkin, appartenente alla Flotta del Mar Nero.

### L'ammutinamento della  Potëmkin

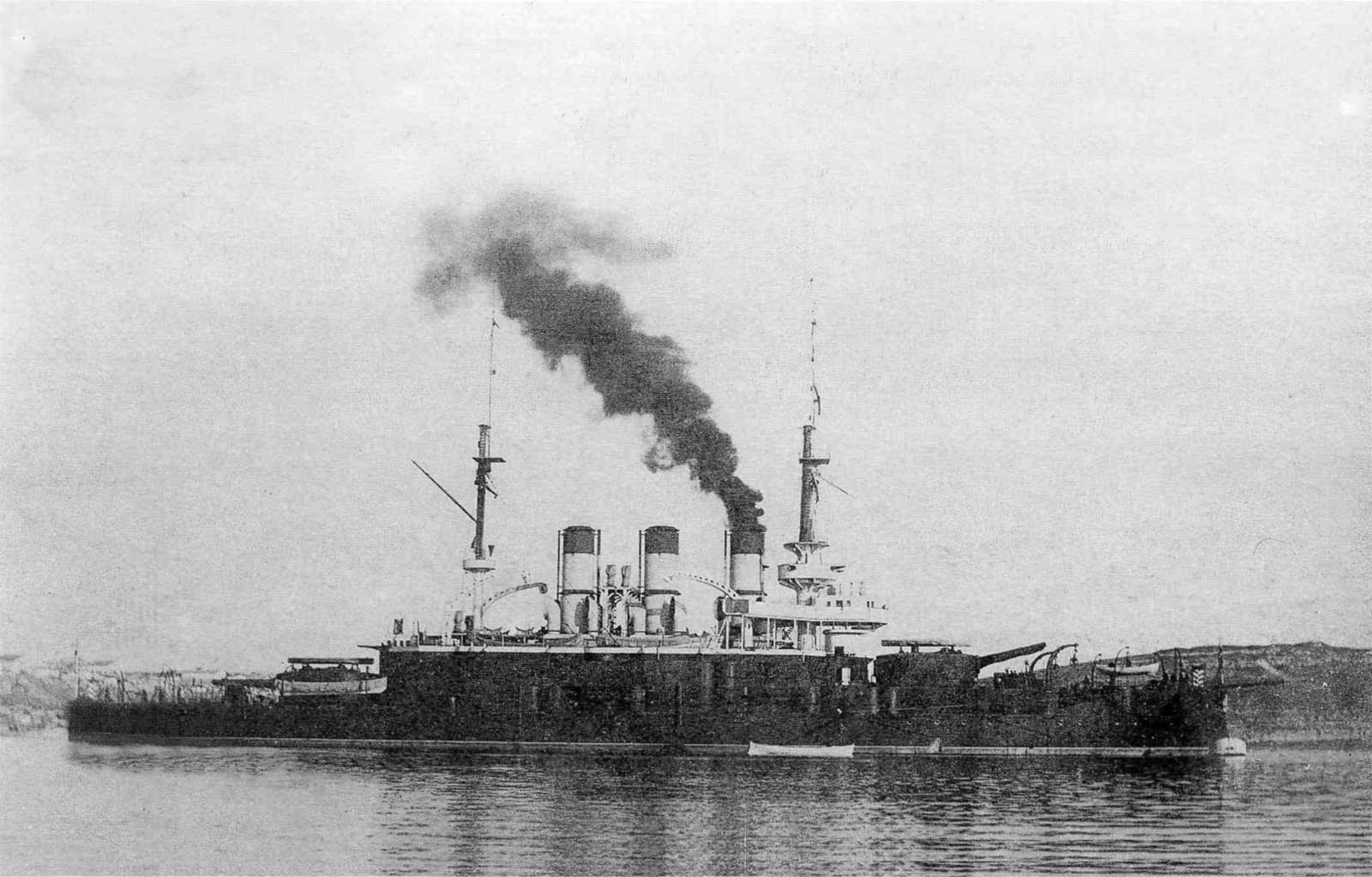
La nave da battaglia Potëmkin a Sebastopoli, 1905.

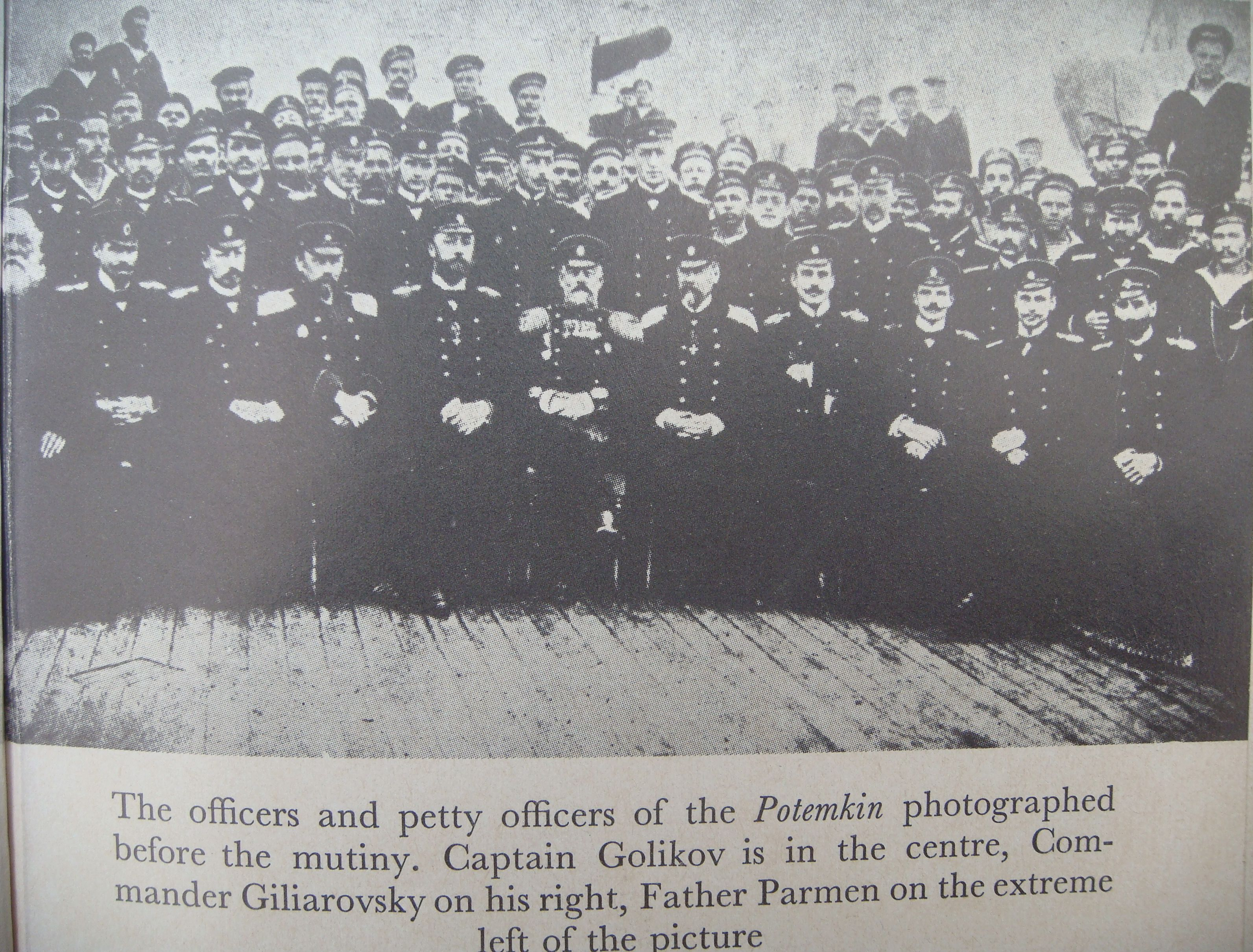
Ufficiali e sottufficiali della nave da battaglia Potëmkin, 1905. Il comandante Golikov al centro, mentre il vicecomandante Giljarovskij e alla sua sinistra.

Venne nominato ufficiale esecutivo sulla Potëmkin, un incarico che, secondo lui, richiedeva di spiare l'equipaggio e perquisirlo regolarmente, oltre a infliggere punizioni. Il capitano della nave Evgenij Golikov si lamentò con i suoi superiori del fatto che egli fosse troppo duro. Il 27 giugno 1905, l'equipaggio rifiutò il boršč fatto con carne di manzo. Alcuni membri dell'equipaggio avevano visto delle larve di mosca sulla carcassa della mucca impiegata per la preparazione della pietanza. Quel giorno il boršč invece della solita pasta ne conteneva un nuovo tipo, i vermicelli, che all'epoca erano sconosciuti nella marina imperiale russa.. Egli chiese perché mangiassero solo pane e burro, ed informò della cosa il dottor Smirnov, medico della nave. Smirnov gli disse: "Ho già detto loro che la carne è buona. I vermi non sono altro che uova di larve deposte dalle mosche. Devono semplicemente essere lavate via con acqua e sale. Il cuoco lo ha fatto su mia istruzione. Se l'equipaggio continua a rifiutarsi di mangiare, allora sono loro che sono viziati. Questo è tutto". Andò quindi dal capitano, dicendo: "Dobbiamo dare loro una lezione." Il capitano Golikov convocò l'equipaggio in un'assemblea generale sul cassero per parlare all'equipaggio e dopo aver fatto esaminate nuovamente il boršč dal dottor Smirnov, il quale confermò che era buono, minacciò di punizione i membri dell'equipaggio che non accettavano la loro razione. Il vicecomandante urlò "Forza, forza, sbrigatevi!" ma solo 12 si fecero avanti e quindi ordinò al nostromo di prendere i nomi di coloro che rifiutavano la loro razione. 
Durante la successiva indagine, insieme all'ufficiale di guardia, il guardiamarina N. Ya. Lavintsev, trattenne circa 30 marinai che si attardavano in formazione e ordinò che i loro nomi fossero annotati, che una guardia armata fosse chiamata sul ponte e che fosse portato un telone (lo scopo per cui l'ufficiale superiore ordinò di portare il telone rimarrà per sempre sconosciuto) dalla lancia a 16 remi. In caso di esecuzione a bordo, veniva utilizzato un telone per evitare che il ponte si macchiasse e l'equipaggio ne era ben a conoscenza. Anche se nessun marinaio fino ad allora era mai stato fucilato a bordo di una nave della marina. Questi ordini furono percepiti come di preparazione per l'esecuzione dei detenuti, ed iniziò un ammutinamento aperto: con grida di indignazione e richieste di armarsi, i marinai si precipitarono sul ponte della batteria, dove vi erano piramidi con fucili. 
Mentre alcuni marinai si armarono, la maggior parte si aggirava in preda allo shock e alla confusione. Il vicecomandante afferrò un fucile da una delle guardie di marina e ordinò agli altri di sparare. Seguito da un ufficiale subalterno, il tenente Neupokoev, si lanciò contro Grigorij Nikitič Vakulenčuk, un capo rivoluzionario. Vakulenčuk sparò ai due ufficiali, uccidendo il tenente, mentre lui sparò poi a Vakulenčuk ferendolo al petto. L'ammutinato ferito gli strappò il fucile prima di essere colpito alla schiena da un sottufficiale. Un altro ammutinato, Afanasij Nikolaevič Matjušenko, sparò agli ufficiali e mancò il bersaglio. Giliarovskij ordinò alle guardie di marina di sparare, ma queste si dispersero nella folla caotica sul ponte. Matjušenko e altri due marinai uccisero poi lui e un altro ufficiale. Le sue ultime parole furono: "Ti conosco, mascalzone. Puoi anche scappare dalla nave ora, ma ti troverò". Il suo corpo fu gettato in mare dai marinai, e venne ritrovato dal trasporto marittimo Gonets nell'agosto del 1905.
Sette dei diciotto ufficiali della Potëmkin furono uccisi durante la breve violenza dell'ammutinamento vero e proprio. Tra questi, lui, il capitano Golikov e il dottor Smirnov. Anche due marinai rimasero uccisi. Gli ufficiali sopravvissuti furono infine sbarcati, tranne tre che per varie ragioni scelsero di rimanere sulla nave.
L'autore Richard Hough offre una valutazione più favorevole degli ordini impartiti da Giliarovskij durante l'ammutinamento. Hough sostiene che Giliarovskij adottò misure ragionevoli per mantenere l'ordine e la disciplina dopo la debole risposta del capitano al rifiuto dell'equipaggio di mangiare il boršč. La minaccia iniziale di Giliarovskij di sparare ai membri dell'equipaggio era un bluff che andava oltre la sua autorità formale. Quando la maggior parte dell'equipaggio, sotto la guida di Matjušenko, si rifiutò nuovamente di obbedire agli ordini e divenne minacciosa, Giliarovskij si sentì costretto a cercare di mettere in atto la sua minaccia. Secondo Hough: "La disciplina nella Marina Imperiale non era né più né meno severa che nelle marine britannica o statunitense".

### Vita privata
Giliarovskij era sposato e aveva una figlia piccola. Entrambi viaggiavano sul trasporto navale Vekha quando fu preso dai marinai della Potëmkin, mentre si avvicinava a Odessa. Furono trattati con riguardo dagli ammutinati e sbarcati con gli ufficiali della Vekha. Tre suoi fratelli, due cadetti e un guardiamarina, erano annegati nel lago Ülemiste, cercando di salvare delle ragazze sorprese da una tempesta.

## Nei media
Il suo personaggio e apparso nel film del 1925 La corazzata Potëmkin del regista Sergej Michajlovič Ėjzenštejn, interpretato dall'attore Grigorij Vasil'evič Aleksandrov, e nell'opera teatrale omonima del regista Oles Chishko.

### Annotazioni
1. ↑  Negli archivi della Marina russa esiste ancora un rapporto redatto dall'ufficiale di guardia, il guardiamarina Bachtin, che racconta che alla domanda di Bachtin a Smirnov su cosa fossero i vermicelli, quest'ultimo rispose con la traduzione dall'italiano, vermi.
2. ↑  La decisione riguardo a una ribellione da tenersi nella Flotta del Mar Nero era stata presa durante il Congresso del Partito socialdemocratico russo tenutosi a Londra.

### Fonti
1. 1 2 3 4 5 6 7 8 9 10  Livejournal.
2. ↑  Bascomb 2007, p. 43.
3. 1 2 3 4 5 6 7 8 9 10 11 12  Eskom.
4. ↑  Bascomb 2007, p. 61.
5. ↑  Bascomb 2007, p. 89.
6. 1 2  Bascomb 2007, p. 85.
7. ↑  Bascomb 2007, p. 144.
8. ↑  Hough 1961, p. 12.
9. 1 2  Hough 1961, p. 18-23.
10. ↑  Hough 1961, p. 23.
11. ↑  Bascomb 2007, p. 137.
12. ↑  Bascomb 2007, p. 143.